# Strength in Numbers
Strength in Numbers to piąty album indierockowej grupy Calla. Został wydany 20 lutego 2007 roku przez wytwórnię Beggars Banquet Records.

## Lista utworów
1. "Sanctify" – 4:39
2. "Defences Down" – 4:30
3. "Sylvia's Song" – 3:55
4. "Sleep in Splendor" – 5:22
5. "Rise" – 3:58
6. "Stand Paralyzed" – 3:21
7. "Bronson" – 4:12
8. "Malo" – 2:01
9. "Malicious Manner" – 3:26
10. "A Sure Shot" – 5:22
11. "Le Gusta el Fuego" – 2:41
12. "Simone" – 4:21
13. "Dancers in the Dust" – 4:53